# クリス・ブレイディ
クリストファー・キース・ブレイディ（Christopher Keith Brady, 2004年3月3日 - ）は、アメリカ合衆国イリノイ州ネイパービル出身のプロサッカー選手。メジャーリーグサッカーのシカゴ・ファイアーFC所属。ポジションはゴールキーパー。

## 経歴

### ユース
2017年からシカゴ・ファイアーFCのユースアカデミーに加入し、2020年3月24日にホームグロウン契約を結んだ。

### フォワード・マディソンFC
2020年7月24日にUSLリーグ1のフォワード・マディソンFCへ期限付き移籍し、8月23日の試合に出場してプロデビューした 。このシーズンは8試合に出場して3度のクリーンシートを記録し、USLリーグ1の最優秀若手選手賞を受賞した。

### シカゴ・ファイアーFC
2022年にシカゴ・ファイアーで初出場した。
2023年は31試合に出場した。

## 代表歴
2022年のCONCACAF U-20選手権にアメリカ合衆国代表で出場し、優勝した。同大会ではベストイレブンに選出され、大会で最も優れたゴールキーパーに贈られるゴールデングローブを受賞した。

## タイトル

### 代表
- U-20アメリカ合衆国代表
  - CONCACAF U-20選手権：2022

### 個人
- USLリーグ1最優秀若手選手賞：2022
- CONCACAF U-20選手権ベストイレブン：2022
- CONCACAF U-20選手権ゴールデングローブ：2022